# Jacques Jourquin
Pour les articles homonymes, voir Jourquin.
Jacques Jourquin, né le 28 octobre 1935 à La Madeleine (Nord) et mort le 14 novembre 2021, dans le 17e arrondissement de Paris, est un éditeur, écrivain et historien français, spécialiste des études napoléoniennes. Il a notamment dirigé les Éditions Tallandier durant les années 1980.

## Biographie
Fils d'André Jourquin (1903-1997), industriel du textile, et de Madame née Marguerite Parmentier (1904-2000), Jacques Jourquin a consacré toute sa carrière à l'édition, à l'écriture et à l'histoire. 

### Jeunesse et formation
Il obtient son bac philo au collège Saint-Joseph de Lille (1953), suivi d'une prépa HEC à Ginette (1955-1956). Diplômé de HEC promotion Sterlitz (1959) et d'une licence de droit et sciences économiques (1960), il poursuit ses études à l'Institut d'études politiques de Paris section Service Public (1960-1961), études interrompues par le service militaire pendant la guerre d'Algérie,.
Il décide en pleine activité professionnelle de passer un DEA d'histoire (1977), avant d'être diplômé de l'École pratique des hautes études pour sa thèse « Souvenirs du commandant Parquin, édition critique » (1979).

### Carrière

#### Éditions Tallandier (1963-1993)
En 1963, Jacques Jourquin rejoint les Éditions Tallandier, à l'époque filiale d'Hachette et y devient successivement sous-directeur commercial (1963-1967), directeur commercial (1967-1973), directeur (1974-1981), puis président-directeur général (5 août 1981),, nommé à la tête de l'entreprise par Jacques Marchandise-Franquet, ancien président d'Hachette et président de Tallandier auquel il succède,.
Chez Tallandier, Jacques Jourquin fonde parmi d'autres la collection Bibliothèque napoléonienne (1977). 
Il rachète Tallandier au groupe Hachette avec un associé (décembre 1981), Hachette ayant décidé de restructurer l'ensemble de ses départements,.
Il est également directeur de la revue Historia (août 1981), propriété de la maison d'édition à cette période, et lance une version refondue du bimestriel thématique Historia Spécial (1984).
Il revend ensuite l'entreprise à un fonds d'investissement tout en conservant ses fonctions (1990) puis initie avant son départ le rachat de Historama-Histoire magazine et sa fusion avec Historia.
Jacques Jourquin quitte la présidence de Tallandier en juillet 1992 et la direction d'Historia en janvier 1993, après trente ans d'activités au service de cette maison d'édition.

#### Presse spécialisée (1993-2014)
À partir de 1993, il exerce des fonctions dans la presse spécialisée en tant que directeur-rédacteur en chef de la revue du Souvenir napoléonien (jusqu'en 2005) et à titre bénévole éditeur délégué (1994-2001) puis gérant-directeur (2001-2014) de la revue des Vieilles maisons françaises.
Parallèlement, il dirige de nouveau la collection Bibliothèque napoléonienne pour le compte des Éditions Tallandier (2002-2009).

#### Travaux historiques (1973-2021)
Jacques Jourquin se consacre dès le début des années 1970 à la recherche et à la publication de travaux historiques sur les personnels civils et militaires du Premier Empire.
Sa première édition critique des Souvenirs du commandant Parquin (1979, nouvelle éd. 2003) et son Dictionnaire des maréchaux du Premier Empire (1986, 5e éd. 2001) figurent parmi ses livres les plus connus.
Jourquin est l'un des spécialistes des mémoires de Louis-Étienne Saint-Denis, dit le mamelouk Ali : valet, copiste et bibliothécaire de Napoléon à Sainte-Hélène, et a consacré quatre volumes au sujet d'après les manuscrits originaux (2003, 2012, 2015, 2021).
Il a animé de nombreux colloques et conférences, publié des dizaines d'articles. L'Académie française et l'Académie des sciences morales et politiques ont récompensé ses ouvrages à six reprises (1976, 1980, 1982, 1986, 2000, 2005).
Son étude, La dernière passion de Napoléon : la bibliothèque de Sainte-Hélène, a paru en septembre 2021 aux éditions Passés/Composés et clôt une œuvre d'une trentaine d'ouvrages, seul ou en collaboration. 
Jacques Jourquin était vice-président de l'Institut Napoléon (depuis 2005) et membre du jury des prix d'histoire de la Fondation Napoléon (depuis 2002).

## Publications

### Étude et catalogues de bibliothèque
- 2001-2004 : Histoire d'une bibliothèque. Tome 1 : Trois catalogues de livres des collections André Jourquin (1903-1997) ; précédé de réflexions sur la bibliothèque d'un amateur du XXe siècle (2001). Tome 2 : Quatrième catalogue ; précédé de réflexions sur l'étrange destin d'une collection régionaliste (2004), JAS éditions  (ISBN 2-911090-07-1 et 2-911090-08-X)
- 2021 : La dernière passion de Napoléon : la bibliothèque de Sainte-Hélène (étude), d'après les archives de Louis-Étienne Saint-Denis, dit le mamelouk Ali, Éditions Passés/Composés  (ISBN 978-2379337321)

### Dictionnaires prosopographiques
- 1986 : Dictionnaire des maréchaux du Premier Empire, dict. analytique, statistique et comparé des vingt-six maréchaux, éditions Tallandier ; 5e éd. Christian / JAS, 2001  (ISBN 978-2911090066) Couronné par l'Académie française et la Fondation Napoléon
- 2008 : Les maréchaux de la Grande Guerre (1914-1918), dictionnaire comparé et portraits croisés, Éditions Soteca  (ISBN 978-2916385174)

### Éditions de mémoires
- 1973 : Mémoires du général Rapp, premier aide-de-camp de Napoléon, écrits par lui-même et publiés par sa famille. Notice sur la vie du général Rapp et avertissement (sous le nom de Gabriel Dervaux), éditions de Troie, Genève
- 1979 : Souvenirs du commandant Parquin (1803-1814). Première édition critique établie d'après le texte original, suivie d'une biographie du commandant Parquin (1815-1845). Appendices, bibliographie et annexes, Tallandier  (ISBN 2-235-00795-3) Couronné par l'Académie française
- 1980 : Voyages dans l'Amérique septentrionale dans les années 1780, 1781 et 1782 du marquis François Jean de Chastellux. Établissement et éclaircissements, Tallandier  (ISBN 978-2235009300) Couronné par l'Académie française
- 1982 : Mémoires (1812-1813) du maréchal Gouvion Saint-Cyr, 2 vol., T1. Campagne de Russie ; T2. Campagne de Saxe. Présentation et compléments, Rémanences éditions  (ISBN 2-904380-00-0)
- 1984 : Journal (1792-1830) du capitaine François dit « le dromadaire d'Égypte », 2 vol., T1. 1792-1802 ; T2. 1803-1830. Introduction critique et annexes, Tallandier  (ISBN 2-235-01502-6 et 2-235-01503-4) Couronné par l'Académie française
- 1992 : Mémoires (1792-1815) du général d'artillerie baron Boulard. Introduction critique et annexes, Tallandier  (ISBN 978-2235020916)
- 2003 : Journal inédit du Retour des cendres par le mameluck Ali (1840). Voyage de Sainte-Hélène en 1840 avec des lettres d'Ali à sa femme ; précédé du récit du Retour de Sainte-Hélène en 1821. Déchiffrage, annotations et présentation des manuscrits, Tallandier  (ISBN 978-2847341225) Couronné par l'Académie des sciences morales et politiques
- 2004 : Souvenirs de campagnes du sergent Faucheur, fourrier dans la Grande Armée. Établissement et avant-propos, Tallandier  (ISBN 978-2847341676)
- 2004 : Souvenirs d'une courtisane de la Grande Armée (1792-1815) par Ida Saint-Elme. Établissement et introduction critique, Tallandier  (ISBN 978-2847341706)
- 2004 : Nous étions à Austerlitz : 2 décembre 1805, mémoires et souvenirs des combattants. Avertissement, avant-propos et annexes, Tallandier  (ISBN 978-2847342321)
- 2007 : Souvenirs de guerre (1812-1815) du lieutenant Martin. Avant-propos, pièces, annexes et épilogue, Tallandier  (ISBN 978-2847344530)
- 2012 : Souvenirs du mameluck Ali en grande partie inédits sur la campagne de Russie en 1812. Déchiffrage, établissement, présentation et annotation des manuscrits, coll. de l'Institut Napoléon no 7, SPM  (ISBN 978-2901952961)
- 2015 : Souvenirs en bonne partie inédits du mameluck Ali (1813-1815). Déchiffrage, établissement, présentation et annotation des manuscrits, coll. de l'Institut Napoléon no 13, SPM  (ISBN 978-2917232378)

### Albums et périodiques (en tant qu'unique auteur)
- 2004 : Le maréchal Ney (1769-1815), Napoléon Ier magazine hors-série no 1, Soteca
- 2007 : Masséna, l'énigmatique maréchal, Napoléon Ier magazine no 44, Soteca
- 2011 : Morny le flamboyant (1811-1865), album, Soteca  (ISBN 978-2916385730)
- 2012 : Les maréchaux de Napoléon, album, Soteca  (ISBN 978-2916385938)

### Autres

#### Récit
- 1962 : Gallien ou l'acceptation d'être (sous le nom de Jacques Louvière), éditions du Seuil

#### Recueil de poésies
- 1974 : Ils s'appellent tous Martin, illustrations de Jacques Willaumez, éditions Jean-Claude Lattès Couronné par l'Académie française

### En collaboration

#### Ouvrages historiques
- 1987 : Dictionnaire Napoléon, Jean Tulard (dir.), Fayard  (ISBN 978-2213020358)
- 1995 : Dictionnaire du Second Empire, Jean Tulard (dir.), Fayard  (ISBN 978-2213592817)
- 1999 : L'ABCdaire de Napoléon et l'Empire, Jean Tulard (dir.), éditions Flammarion  (ISBN 978-2080125835)
- 2002 : Itinéraire de Napoléon au jour le jour (1769-1821), Jean Tulard (dir.) et Louis Garros. Nouvelle éd. revue et corrigée par Jean Tulard et Jacques Jourquin, Tallandier  (ISBN 978-2847340167)
- 2004 : Dictionnaire des guerres et des batailles de l'histoire de France, Jacques Garnier (dir.), éditions Perrin  (ISBN 978-2262008291)
- 2005 : Sainte-Hélène, île de mémoire, Bernard Chevallier, Michel Dancoisne-Martineau et Thierry Lentz (dir.), Fayard  (ISBN 978-2213626451)
- 2012 : 1812, la campagne de Russie, Marie-Pierre Rey et Thierry Lentz (dir.), Perrin  (ISBN 978-2262040727)

#### Catalogues d'exposition
- 1999 : Napoléon manager in Napoléon Bonaparte à Saint-Cloud : du coup d'état de Brumaire à la fin de l'Empire, Sophie de Juvigny (dir.) et collectif. Exposition du 10 novembre 1999 au 30 janvier 2000 au musée municipal de Saint-Cloud (ASIN B000WZ29HK)
- 2003 : L'étrange mameluck Ali in Au service de Napoléon à Sainte-Hélène : Marchand et Ali, Alain Cattagni, Micheline Durand, Lydwine Saulnier-Pernuit (dir.) et collectif. Exposition du 30 mars au 29 septembre 2003 au musée de Sens / musée d'art et d'histoire d'Auxerre  (ISBN 978-2909418193)
- 2004 : Enfance et formation de Napoléon Bonaparte in Napoléon Bonaparte et la Vendée, Christophe Vital (dir.) et collectif. Exposition du 1er mai au 17 octobre 2004 au Logis de la Chabotterie à Saint-Sulpice-le-Verdon et du 18 mai au 17 octobre 2004 à l'Hôtel du département à La Roche-sur-Yon, Conservation des musées de Vendée / Somogy Éditions d'art  (ISBN 978-2850567643)
- 2004 :  Vêtements, Reliquaires, Œuvres complètes, Mémorial de Sainte-Hélène in Trésors de la Fondation Napoléon : dans l’intimité de la Cour impériale, Thierry Lentz (dir.) et collectif. Exposition du 23 septembre 2004 au 3 avril 2005 au musée Jacquemart-André, Éditions Nouveau Monde  (ISBN 9782847360806)
- 2005 : Les bibliothèques de campagne de Napoléon in Napoléon en campagne, collectif. Exposition du 15 juin au 31 décembre 2005 à l'Arc-de-Triomphe, éditions du Patrimoine  (ISBN 978-2858228720)
- 2016 : Écrire à Sainte-Hélène in Napoléon à Sainte-Hélène : la conquête de la mémoire, Nathalie Bailleux (dir.) et collectif. Exposition du 6 avril au 24 juillet 2016 au musée de l'Armée, 304 p., éditions Gallimard / Musée de l'Armée  (ISBN 978-2070178742)
- 2021 : L'impossible exécution du legs des livres de Napoléon à son fils in Napoléon n'est plus, Boris Bourget (dir.), Jean Tulard (préface) et collectif. Exposition coorganisée par la Fondation Napoléon du 19 mai au 31 octobre 2021 au musée de l'Armée, éditions Gallimard / Musée de l'armée  (ISBN 978-2072931604)

#### Albums et magazines hors-série
Non exhaustif : Jacques Jourquin a publié de très nombreux articles. 
- 2011 : Napoléon Bonaparte, les secrets d'une légende, Franz-Olivier Giesbert (dir.) et collectif, Le Point, hors-série no 8, coll. Grandes biographies (ASIN B0078L8M9A)
- 2013 : 1813. La France face à l'Europe, Alain Pigeard (dir.), Revue du Souvenir Napoléonien,  hors-série no 6
- 2015 : Napoléon, le héros absolu (album), Philippe Bidalon (dir.) et collectif, L'Express, hors-série no 5  (ISBN 978-2824400488)

#### Préfaces, avertissements, avant-propos
- 1983 : Jean-Baptiste Pérès, Histoire de la monarchie universelle : Napoléon et la conquête du monde, 1812-1832 (Napoléon apocryphe) ; suivi de Comme quoi Napoléon n'a jamais existé (avertissement), Tallandier  (ISBN 978-2235015301)
- 1983-1984 : Mémoires et campagnes du baron Larrey (1786-1811), 5 vol. (avant-propos), Rémanences éditions
- 1985 : Mémoires de Marchand, premier valet de chambre et exécuteur testamentaire de Napoléon, 2 vol. (avant-propos), Tallandier
- 1986 : Journal des campagnes du baron Percy, 2 vol. (avant-propos), Tallandier
- 1996 : Arnaud de Maurepas & Antoine Boulant, Les ministres et les ministères du Siècle des Lumières (1715-1789), étude et dictionnaire (avant-propos), Christian / JAS  (ISBN 978-2911090004)
- 1996 : Ronald Zins, Les maréchaux de Napoléon III : dictionnaire (préface), Horvath  (ISBN 978-2717108927)
- 1999 : Thierry Lentz, Le 18-Brumaire : les coups d'État de Napoléon Bonaparte (préface), Jean Picollec  (ISBN 978-2864771630)
- 2004 : Jean de la Tour, Duroc (1772-1813) (préface), Éditions Nouveau Monde  (ISBN 978-2847360387)
- 2005 : Gilbert Martineau, La vie quotidienne à Sainte-Hélène au temps de Napoléon (préface), Tallandier  (ISBN 978-2847341195)
- 2008 : Joël Aubailly, Les ancêtres de Napoléon III (préface), éd. Christian  (ISBN 978-2864960690)
- 2009 : René Reiss, Kellermann  (préface), Tallandier  (ISBN 978-2847344684)
- 2011 : Général Lejeune, Mémoires d'empire T.3 : De Valmy à Wagram et T.4 : En prison et en guerre (préfaces), Éditions Jacob-Duvernet  (ISBN 978-2847243703 et 978-2847243697)

### Direction d'ouvrage
- 1988 : Gutenberg, de l'or au plomb, coll. Les grandes familles typographiques, éditions Jacques Damase  (ISBN 2-904632-18-2)

### Pseudonymes
J. Jourquin a signé deux livres sous pseudonyme : un récit sous le nom de Jacques Louvière (Gallien ou l'acceptation d'être, 1962) et une édition critique sous celui de Gabriel Dervaux (Mémoires du général Rapp, 1973).

## Distinctions

### Décorations
- Commandeur de l'ordre national du Mérite (1995)[21],[22] ; officier (1986)[23] ; chevalier (1977)[24].
- Chevalier de l'ordre des Palmes académiques (2014)[25].
- Officier de l'ordre des Arts et des Lettres (2007)[26] ; chevalier (1979)[27].

### Prix
- Fondation Napoléon[28] :
  - 1987 : Grand prix - Dictionnaire des maréchaux du Premier Empire[29].
- Académie française[30] :
  - 1976 : Prix Broquette-Gonin (littérature) - Ils s'appellent tous Martin.
  - 1980 : Prix Botta (littérature et philosophie) - Souvenirs du commandant Parquin.
  - 1982 : Prix Feydeau de Brou, médaille d'argent (histoire et sociologie) - Voyages dans l’Amérique septentrionale dans les années 1780, 1781 et 1782 de François-Jean de Chastellux.
  - 1986 : Prix d'histoire, médaille de bronze - Journal du capitaine François dit le dromadaire d’Égypte.
  - 2000 : Prix Guizot, médaille d'argent (histoire) - Dictionnaire des maréchaux du Premier Empire.
- Académie des sciences morales et politiques[31] :
  - 2005 : Prix Georges-Mauguin - Journal inédit du Retour des Cendres par le mameluck Ali.